# 凱文·湯姆森
凱文·湯姆森（英語：Kevin Thomson；1984年10月14日—）是一位蘇格蘭足球運動員。在場上的位置是中場。他現在效力於蘇格蘭足球超級聯賽球隊鄧迪聯足球俱樂部。他也代表蘇格蘭國家足球隊參賽。

## 外部連結
- Kevin Thomson於scottishfa.co.uk
- Scotland U21 stats（页面存档备份，存于） at Fitbastats